# Un traje blanco
Un traje blanco és una pel·lícula de 1956 italo-espanyola dirigida per Rafael Gil i protagonitzada per Miguelito Gil, Miguel Ángel Rodríguez i Julia Martínez.

## Sinopsi
El film conta les lacrimògenes peripècies d'un nen pobre a l'hora d'aconseguir un vestit blanc per a fer la seva primera comunió.

## Repartiment
- Miguel Gil - Marcos
- Julia Martínez - Rosa
- Julio Núñez - José
- José Isbert - Alcalde
- Luis Induni - Andrés
- Rafael Bardem - Damián
- Matilde Muñoz Sampedro - la Mare
- José Calvo - Ramón

## Premis
Cecilio Paniagua va guanyar la Medalla del Cercle d'Escriptors Cinematogràfics a la millor fotografia en blanc i negre.